# 포메이션 (축구)

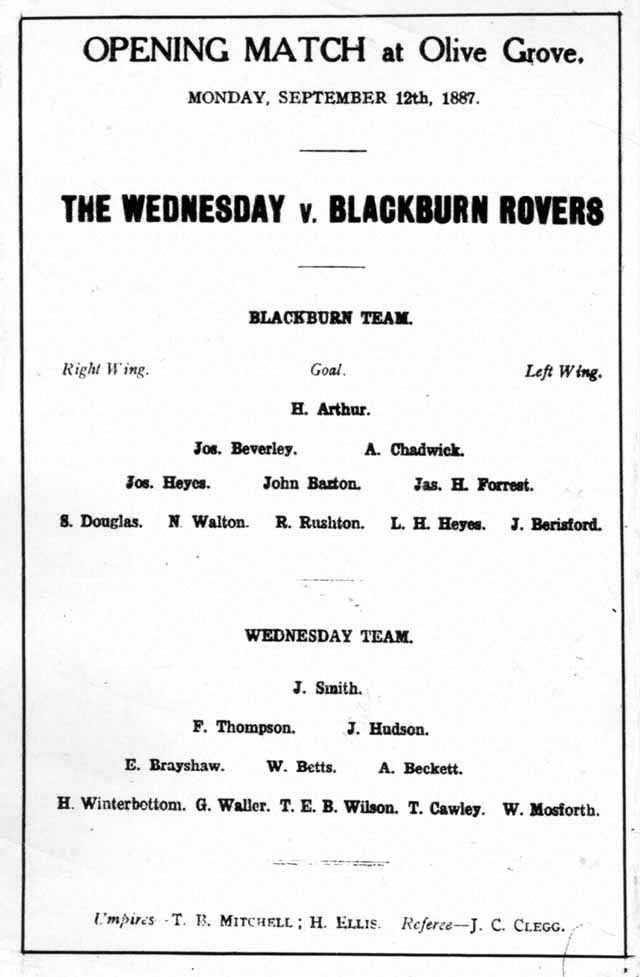
1887년의 한 프로그램. 2-3-5 포메이션으로 배열되어 있다.

축구에서 포메이션(formation)은 경기장에서 뛰는 선수의 대형이나 배치를 뜻한다. 팀의 경기 성향과 지향에 따라 여러 가지 포메이션이 이용된다.
포메이션은 주로 각 포지션에 배치된 선수 수로 이름 지어지며, 수비수의 숫자부터 시작한다. (골키퍼는 포함하지 않는다.) 즉, 4-4-2 포메이션은 4명의 수비수, 4명의 미드필더, 2명의 공격수 배치로 이루어져 있다. 일반적으로 포메이션은 이렇게 세 숫자의 배열로 불리지만, 네 숫자(예:4-4-1-1)와 다섯 숫자(예:4-1-2-1-2) 또한 사용될 수 있다. 이러한 숫자배열식의 포메이션은 4-2-4 시스템이 나왔던 1950년대 전까지는 사용되지 않았다.
포메이션은 축구 전술과 큰 관련이 있지만, 포메이션만으로 팀의 전술 성향을 판단할 수는 없다. (같은 4-4-2 포메이션이라 할지라도, 팀에 따라 공격 지향적 또는 수비 지향적일 수 있다.)
포메이션은 경기 중에도 여러 번 바뀔 수 있지만, 변환에 따른 선수들의 전술이해와 행동력을 요한다. 팀의 전술지향에 따라 바뀌기도 하며, 선수의 퇴장 등으로 인하여 부득이하게 변경되는 경우도 있다. 몇몇 포메이션의 경우는 큰 폭의 선수이동을 장려하기 때문에, 경기 중에도 포메이션이 크게 바뀐다. (브라질식 4-2-4 포메이션은 경기 중에 자주 2-4-4로 바뀐다.)
포메이션은 프로와 아마추어를 가리지 않고 사용되는데, 아마추어의 경우는 프로에 비해 경기의 심각성이나 중요도가 크게 떨어지기 때문에 엄격하게 지켜지지 않는 경우가 많다. 주어진 포메이션에 따른 전술을 효과적으로 수행하기 위해서는 선수들의 기술과 훈련이 필요하며, 포메이션을 구성할 때는 각 포지션에 배치될 선수들을 고려해야 한다. 이 문서에서는 이러한 각 선수들의 특성과 약점을 보완, 또는 강화하기 위한 여러 가지 포메이션을 다루고 있다.

## 초기 포메이션
19세기 축구 경기에서는 수비적인 경기가 지향되지 않았으며, 선수 진용의 형태는 전원 공격의 모습을 띠고 있었다고 한다.
1872년 11월 30일에 열린 세계 최초의 A매치인 스코틀랜드와 잉글랜드의 경기에서, 잉글랜드는 7~8명의 공격수를 두었고(1-1-8 또는 1-2-7), 스코틀랜드는 6명의 공격수를 두었다(2-2-6). 잉글랜드는 한 명의 선수가 최후방에 남아 빠진 공을 잡아 미드필드에 있는 한두 명의 선수에게 연결하여 곧바로 최전방으로 차보낸 후, 다른 선수들이 그것을 쫓게 하는 방식을 취했다. 당시의 잉글랜드식 스타일은 전적으로 개인기에 의존했으며, 그에 따라 잉글랜드 선수들은 드리블 기술로 명성을 얻는 경우가 많았다. 선수들은 공을 쫓을 선수가 없을 때는 최대한 공을 멀리 몰고나가는 플레이를 했기 때문이다. 당시 스코틀랜드는 실질적으로 선수끼리 패스를 하며 잉글랜드를 놀라게 하였는데, 잉글랜드는 드리블이나 무작정 차놓는 방식을 취했던 반면 스코틀랜드는 두 명의 선수가 파트너를 이루어 항상 서로에게 패스를 하며 볼을 전진시켰다. 역설적이게도, 그렇게나 공격에 비중을 둔 경기를 펼친 양팀이었지만, 경기는 0-0 무승부로 종료되었다.

### 피라미드 (2-3-5)

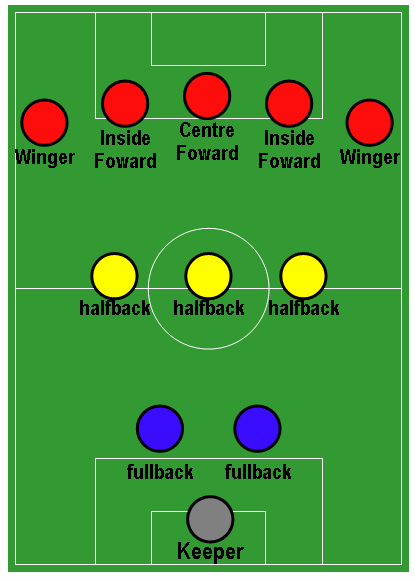
피라미드 포메이션

1884년에 프레스턴 노스 엔드 (잉글랜드)는 새로이 2-3-5 라는 장기적으로 성공적인 첫 포메이션을 등장시켰다. 이 포메이션은 진용의 모습에 따라 피라미드로 불렸다. (숫자배열식 포메이션 명칭은 1950년대까지 사용되지 않았기 때문이다.) 1890년대에는 영국 전역적으로 기본적인 포메이션이 되었으며, 전 세계적으로도 일반적인 포메이션이 되었다. 이 포메이션은 몇 가지 변형과 함께 1940년대까지 강팀들에게 애용되었다.
최초로 공수 균형을 맞춘 포메이션이다. 수비수 두 명(fullback, 풀백)은 상대편의 "인사이드"(inside, 공격라인의 두 번째와 네 번째 선수)의 수비를 맡고, 미드필더들(halfback, 하프백)이 나머지 세 공격수의 수비를 맡는다. (우측 그림참조)
중앙 하프백은 팀의 공수에 있어서 가장 중요한 역할을 맡았다. 한편으로는 팀의 공격을 주도하며 한편으로는 상대편의 (가장 득점력 높은 선수일 가능성이 높은) 중앙 공격수를 수비해야 했기 때문이다.
이 포메이션은 선수 등번호 관례에 지대한 영향을 미쳤다. 주로 전형적인 4-4-2 포메이션에 적용되곤 하는데, 그 포지션별 배번은 다음과 같다.
- 1 - 골키퍼
- 2 - 오른쪽 풀백
- 3 - 왼쪽 풀백
- 4 - 센터백
- 5 - 센터백
- 6 - 중앙 미드필더
- 7 - 오른쪽 윙어
- 8 - 중앙 미드필더
- 9 - 센터포워드(중앙 공격수)
- 10 - 세컨드 스트라이커(또는 에이스)
- 11 - 왼쪽 윙어

이 포메이션을 사용한 팀
- 우루과이, 1930년 월드컵 우승
- 아르헨티나, 1930년 월드컵 준우승

### WM (3-2-2-3)

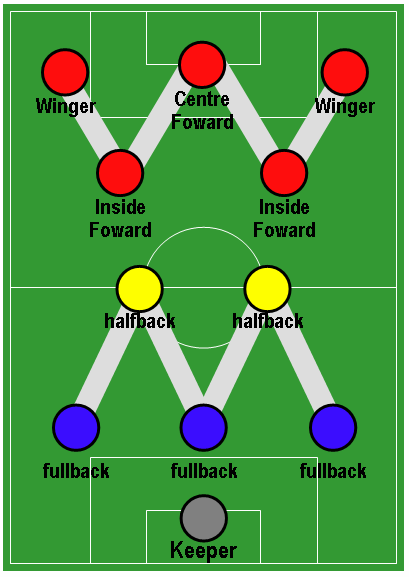
WM 포메이션

WM 포메이션은 1925년에 개정된 오프사이드 규정에 대항하여, 아스널의 감독이던 허버트 채프먼에 의해 1920년대에 만들어졌다. 공격수들에게 패스가 갔을 때 오프사이드로 인정되지 않는 상대편 수비수가 기존의 3명에서 2명으로 줄었기 때문이다. 이 전술은 상대편의 중앙 공격수를 막기 위한 센터백의 도입과 공수의 균형을 이루게 하는 직접적 계기를 마련했다. 이 포메이션은 1930년대 후반에 매우 성공적인 포메이션이 되었으며 대부분의 잉글랜드 클럽이 이 WM 전술을 사용했다. 이 포메이션은 후에 숫자식 포메이션 설명법이 도입되며 현재는 3-2-5나 3-4-3 혹은 3-2-2-3으로 설명되기도 한다.
한편 수비 대형부터 공격 대형으로 올라가는 현재의 축구 포메이션 그림으로 보면 MW 포메이션으로 칭해야 하는데 왜 WM 포메이션으로 칭하는지에 대해서는 알려진 정확한 이유가 없다. 
부연하자면 당시에는 W자 모양인 공격 대형을 먼저 부르고 M자 모양인 수비 대형을 나중에 불러서 WM 포메이션으로 부르게 되었을 가능성, 아니면 당시에도 지금처럼 수비 대형을 먼저 부르고 공격 대형을 나중에 부르기는 했지만 이번에는 포메이션 그림을 현재와는 반대로 골키퍼를 가장 위쪽으로 위치시킨 그림으로 만들어서 보았기 때문에 즉 현재의 포메이션 그림을 골키퍼를 가장 위쪽으로 위치시키는 방향으로 회전시키면 수비 대형이 W자 모양이 되고 공격 대형이 M자가 되는데 당시에는 이런 포메이션 그림을 사용해서 WM 포메이션으로 부르게 되었을 가능성 이렇게 두가지 가능성이 존재하지만 이에 관한 확실한 정보는 없다.
덧붙여 WM 포메이션에서 파생되어 1950년대 헝가리 축구 국가대표팀이 사용했던 3-2-3-2 포메이션 역시 현재의 골키퍼를 가장 아래쪽으로 하는 포메이션 그림으로 보면 MM 모양의 포메이션이 되지만 포메이션 그림을 현재와는 반대로 골키퍼를 가장 위쪽으로 해서 만들게되면 WW 모양의 포메이션이 되기 때문에 MM 포메이션과 WW 포메이션 두가지로 불리고 있으며 이탈리아의 비토리오 포초 감독이 1930년대 선보인 메토도 2-3-2-3 포메이션이 현재의 포메이션 그림으로 보면 WW 모양이기 때문에 이들 포메이션을 구분하는데 있어 혼란이 있다.

### MM (3-2-3-2)

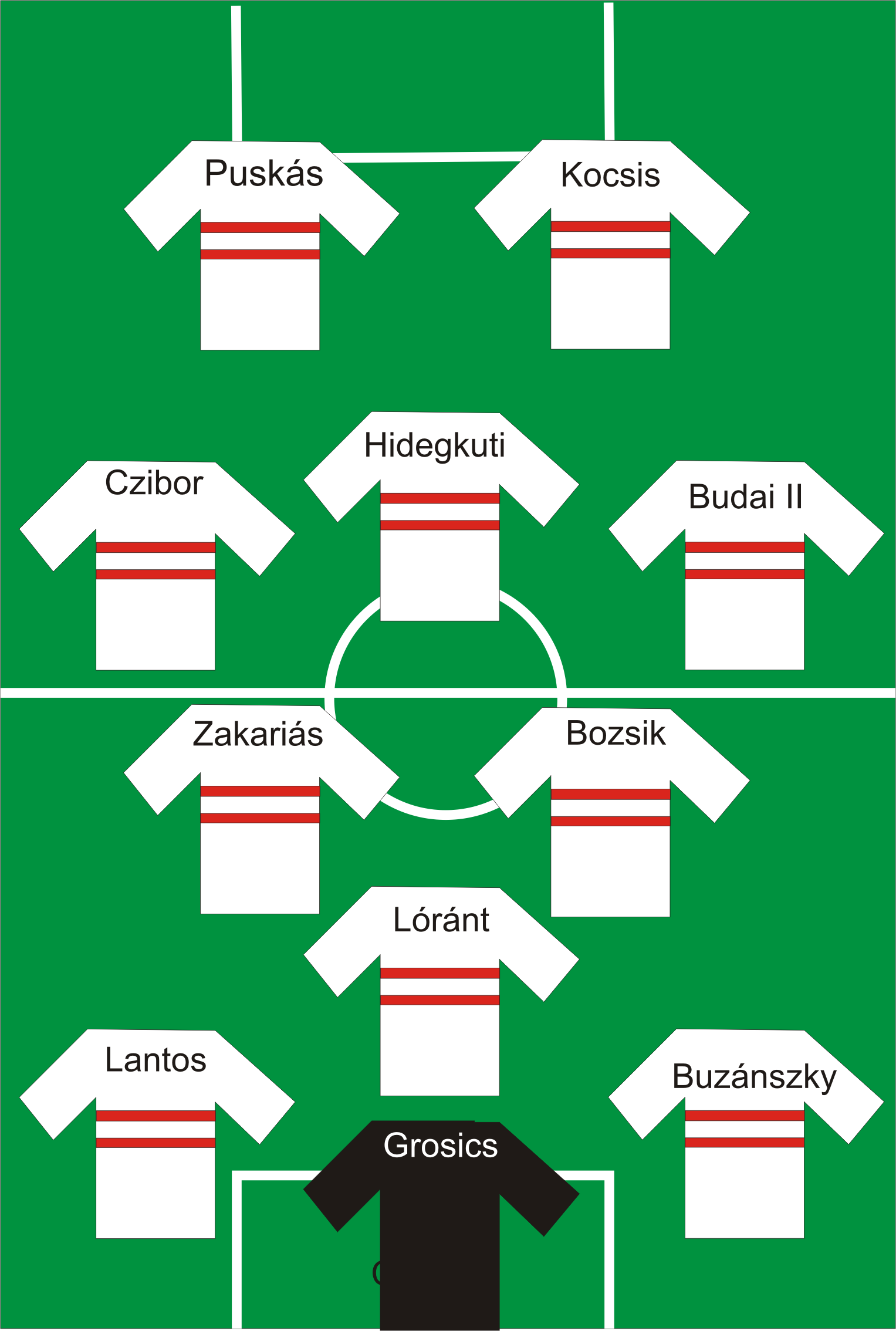
1954년 FIFA 월드컵에서 헝가리 축구 국가대표팀이 사용한 MM 포메이션

MM 포메이션은 헝가리의 감독 마르튼 부코비가 WM 포메이션에서 W자 모양인 공격 대형을 M자 모양으로 뒤집으며 현재의 3-2-3-2 포메이션과 유사한 MM 포메이션을 탄생시켰다. 뛰어난 센터포워드의 부재로 최전방 센터포워드를 끌어내려 플레이메이커로 사용하고 미드필더는 수비에 집중시키는 방법을 사용했다. 이 포메이션은 3-5-2(3-3-4로 지칭되기도 한다) 포메이션과 4-2-4 포메이션의 탄생에 큰 영향을 미쳤다. 이 포메이션은 1950년대 헝가리 축구 국가대표팀에 의해 성공적으로 사용되었으며 센터포워드의 움직임에 따라 MM 모양과도 같이 변화되었기 때문에 훗날 매지컬 마쟈르(Magical Magyar)라는 별명과 맞물려 MM 포메이션으로도 불리게 되었다는 설이 있으며 골키퍼를 가장 위쪽으로 하는 포메이션 그림으로 보면 WW 모양으로 보이기 때문에 WW 포메이션으로도 불린다.
한편 이탈리아의 비토리오 포초 감독이 1930년대 선보인 메토도 2-3-2-3 포메이션이 현재의 골키퍼를 가장 아래쪽으로 하는 포메이션 그림으로 보면 WW 모양으로 이렇게 포메이션의 그림의 골키퍼 위치에 따라 WW 모양의 포메이션이 두개이기 때문에 혼란이 있다.

### 3-3-4
3-3-4 포메이션은 MM 전술과 비슷해 보이나 몇 가지 차이점이 있다. 미드필더 전방에 위치한 인사이드 포워드(inside forward)의 존재와 양쪽에 윙 하프(wing-half)를 둔 것이 대표적이라 할 수 있다. 이 포메이션은 1950년대와 1960년대에 걸쳐 매우 일반적으로 활용되었으며, 이 포메이션을 활용한 토트넘 홋스퍼는 1961년 더블 크라운을 달성했다. FC 포르투 또한 극히 최근인 2005-06 시즌에 이 포메이션으로 자국 챔피언십에서 우승했다.

### 4-2-4

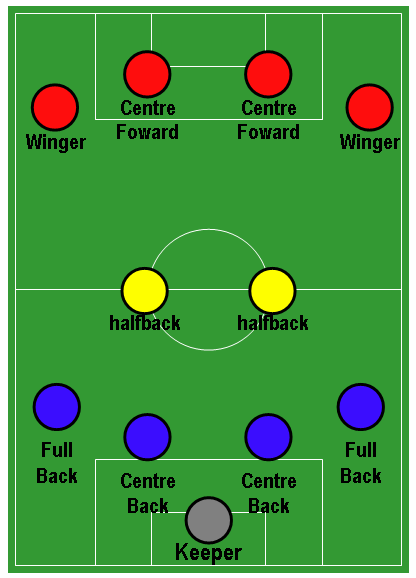
4-2-4 포메이션

4-2-4 포메이션은 강력한 공격과 수비를 공존시키기 위한 포메이션이며, 이는 WM 포메이션의 견고함에 대응하기 위해 고안된 것이다. 이는 MM 포메이션의 강화형이라고도 할 수 있다. 4-2-4 포메이션은 처음으로 숫자식 명칭이 도입된 포메이션이다.
초기 4-2-4는 마르튼 부코비에 의해 고안되었지만, 사실상의 4-2-4는 1950년대 브라질 대표팀 감독인 플라비우 코스타와 헝가리인 벨라 구트만이 만들어냈다. 이 전술은 각자 독자적으로 발전하였다. 완전한 형태의 4-2-4는 1950년대 후반 브라질이 완성시켰다.
플라비우 코스타는 "대각 시스템"이란 이름으로 브라질 신문 《오 크루제이루》(O Cruzeiro)에 이 전술을 소개하였으며, 이 기사에서 최초로 선수 숫자를 통한 포메이션 설명을 도입하였다. 이 대각 시스템은 4-2-4의 초기 원안이며, 선수들의 능력발달에 박차를 가하기 위해 고안되었다.
벨라 거트먼은 1950년대에 브라질로 건너가 헝가리 시절의 경험을 바탕으로 이 전술을 발전시키기에 이른다.
4-2-4 포메이션은 날로 발전하는 선수들의 기술과 체력을 십분 활용하여, 미드필더로 하여금 공격과 수비에 적극 참여하게 함으로써 6명의 수비수와 6명의 공격수를 효과적으로 병용할 수 있게 하는 전술이었다. 4번째 수비수의 도입은 수비수들이 서로 가까이 배치될 수 있게 하였으며, 이에 따라 효과적인 수비협력이 가능하였다. 이처럼 이 전술의 중점은 수비를 더욱 견고하게 하면서도 더욱 강력한 공격을 할 수 있다는 것에 있다.
비교적 텅 비게 된 미드필드는, 수비뿐 아니라 이제는 볼을 끌거나, 드리블 돌파, 공격도 시작할 수 있는 수비수로 충분히 메꿀 수 있었다. 따라서 이 포메이션은 수비수를 포함한 모든 선수가 기술능력과 창조력이 좋아야 했으며, 이러한 점은 브라질 선수들의 마인드에 정확히 맞아들었다. 4-2-4 포메이션은 미드필더가 두 명뿐이기 때문에 수비상의 문제점이 나타나지 않기 위해서는 전술에 대한 선수들의 높은 이해도를 요했다. 이 시스템은 상당히 유연하여 경기 중 유동적으로 포메이션을 바꿀 수 있었다.
이 포메이션은 브라질 클럽인 SE 파우메이라스와 산토스 FC에서 첫 성공을 거두었으며, 1958년 월드컵과 1970년 월드컵에서 펠레와 자갈루를 앞세운 브라질 대표팀(1958년 대회는 이들이 직접 뛰었으며, 1970년 대회는 코치)의 우승으로 전 세계적으로 널리 사용되며
그 전성기를 맞이한다.
이 포메이션을 사용한 팀
- 브라질,  1958년 월드컵 우승
- 브라질,  1970년 월드컵 우승

## 일반적 포메이션
다음은 현대축구에서 자주 사용되는 포메이션들이다. 이 포메이션은 상황에 따른 전술변화를 위해 매우 유연하며, 기용할 선수에 대한 변화 또한 잘 짜여져 있다. 경기 중 선수의 유동적인 포지션 변화는 이러한 포메이션 변화와 깊은 관련이 있다.

### 4-4-2
4-4-2 포메이션은 현대 축구에서 가장 두루 사용되는 포메이션으로 이것은 잡지명인 포포투의 제목에도 영감을 준 것으로 잘 알려져 있다. 이 포메이션의 미드필더들은 수비수와 공격수 모두를 지원할 수 있도록 열심히 뛰어야 한다. 중앙 미드필더들 중 하나는 한 쌍의 공격수를 서포트할 수 있게끔 가능한 한 종종 공격 위치의 필드로 가야 하며, 반면에 다른 미드필더들은 수비수들을 보호하며 막는 역할을 수행한다. 좌우에 위치한 두 미드필더들은 공격적으로 골 라인을 향해 측면돌파를 시도함과 동시에 풀백의 광범위한 수비범위도 함께 보호해야 한다. 이는 영국에서 매우 유명한 포메이션으로 그곳에선 종종 특별히 이를 '플랫 백 4' (flat back 4)라고 부른다.

### 4-4-2 다이아몬드 또는 4-1-2-1-2
4-1-2-1-2로 표현되기도 하는, MF 4명이 다이아몬드 형태로 배치된다. 수비 상황에선 4-3-1-2 형태로 4+3= 7명이 수비 가담 매우 안정적인 수비 형태 만들 수 있고, 공격 상황에선 4-1-3-2 선수 배치 형태가 되며, LB, RB 측면 수비수 오버래핑 상황까지 고려하면, 2-1-5-2 형태 선수 배치가 되면서, 7명이 공격 가담하는 매우 공격적인 상황 만들 수 있다. 4-4-2 다이아몬드 배치에서, LM RM 측면 미드필더 역할은 수비+득점 능력 갖춘 선수들을 배치하고, 이 선수들 수준이 전술 성패를 좌우하고, LM RM 선수들이 득점 능력 공격 기술 갖췄을 때, 팀 FW는 CF 2명 + AM 1명 + LM 1명 + RM 1명= FW 속성 선수 5명,  DF 속성 선수 5명 공격과 수비 균형 잡힌 전술이 된다.
4-3-1-2, 4-4-2 다이아몬드, 4-1-3-2 가변적인 시스템으로, 4-3-1-2에서 MF 4 자리에 DM 속성 선수 3명 + AM 속성 선수 1명 배치하는 수비 속성 선수  중심 배치를 4-3-1-2로 표현하고, AM 속성 선수 3명 배치 + DM 속성 선수 1명 배치하는 것을 4-1-3-2로 표현하며, 선수 위치 속성은 고정된 것이 아닌, 시즌 출전 개인 기술 발전 변화에 따른 기록으로 결정 변화된다.
이 포메이션을 사용한 팀
- 2006년 FIFA 월드컵에서는 호세 페케르만의 지휘아래 4-3-1-2와 4-2-2-2를 오가는 포메이션을 사용하기는 했지만, 과거에 이 포메이션을 가장 많이 썼던 팀으로는 아르헨티나 축구 국가대표팀을 꼽을 수 있다. 1986년 FIFA 월드컵 당시 카를로스 빌라르도 감독 재임시절 디에고 마라도나와 같은 공격적인 미드필더를 이용한 아르헨티나 팀이 이 대표적인 예이다. 이 포지션은 '엔간체'(enganche)로 불리며 과거에는 아르헨티나식 축구에서 매우 중요한 역할을 맡았었다. 이 포지션의 선수는 다른 선수들보다 포지션 상에서 자유로운 움직임을 보이며, 창조적, 즉 플레이메이커의 역할을 맡으며 포메이션을 깨고 공격에 보다 자유롭게 가담할 수 있다. 반면 미드필더가 중앙으로 몰려있기 때문에 수비하기는 어려워진다는 문제점이 있었고 이 때문에 결국 알레한드로 사베야 감독은 2014년 FIFA 월드컵 남아메리카 지역 예선에서 이 포메이션을 버리고 4-4-1-1로 바꿨다. 이밖의 예로는 호나우지뉴, 후안 로만 리켈메, 히바우두, 게오르게 하지, 지네딘 지단, 카카 등을 들 수 있다. 이 포메이션의 수비형 미드필더는 볼 점유권을 되찾고 풀백이나 다른 포지션의 움직임으로 빈 포지션을 메꾸는 중요한 역할을 맡는다. 이 포지션은 4-3-1-2- 포메이션의 중요 포지션으로 볼 탈환, 그리고 그에 이어 동료들에게로의 패스를 담당한다. 이 포지션의 예로는 둥가, 토르스텐 프링스, 페르난도 레돈도, 클로드 마켈렐레 등이 있다.
- 독일 대표팀의 경우는 두 풀백인 필리프 람과 마르첼 얀젠이 윙백과 같이 활발하고도 공격적인 플레이를 펼치는데, 팀이 카운터 공격을 받을 경우에도 신속히 제자리로 돌아와 두 센터백을 돕는다.
- 1966년 FIFA 월드컵을 우승한, '윙 없는 기적'이라고 언급되는 잉글랜드 축구 국가대표팀
- UEFA 챔피언스리그에서 2003년, 2007년에 우승하고 2004년 리그에서 우승한 AC 밀란 (카를로 안첼로티가 감독이었음)
- UEFA 챔피언스리그에서 2004년에 우승한 FC 포르투 (조제 모리뉴가 감독이었음)
- UEFA 챔피언스리그에서 2002년에 우승한 레알 마드리드 CF
- 코파 리베르타도레스 2000와 2001 (카를로스 비안키가 감독), 그리고 2007 (미겔 앙헬 루소가 감독) 우승 팀인 보카 주니어스
- 2013-14시즌 프리미어리그에서 루이스 알베르토 수아레스와 다니엘 스터리지를 앞세워 준우승을 거둔 리버풀 FC (브랜든 로저스가 감독이었음)
- 2018-19시즌 프리미어리그에서 토트넘 홋스퍼 주 전술이다.
- 2019년 3월 한국 축구 대표팀 A매치 볼리비아, 콜롬비아 경기에서 실현 됐고, 토트넘 4-3-1-2와 다른 점은 배치는 4-4-2 다이아몬드 같지만, 4-1-3-2 배치로, 토트넘은 LM 자리에 AM 속성 에릭센, RM 자리에 CM 속성 시스코를 배치했고, 한국 축구 대표팀은 LM 자리에 CF 나상호 AM 이청용, RM 자리에 RW 권창훈 AM 이재성을 배치했다.

### 4-3-3

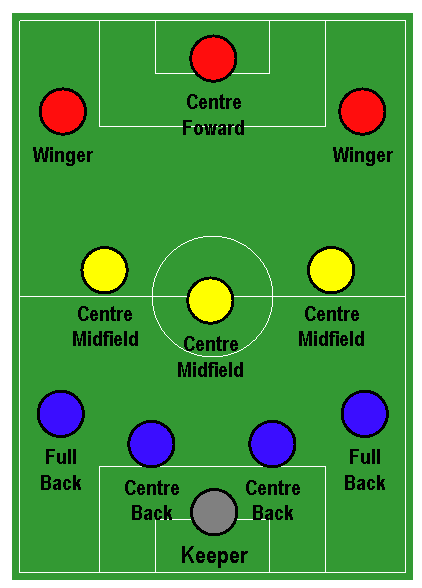
4-3-3 포메이션

4-3-3은 4-2-4로부터 발전한 포메이션이며 1962년 월드컵에서 브라질에 의해 사용되었다. 미드필드에 1명이 더 추가되면서 더 단단한 수비를 할 수 있게 되며 이 미드필더들을 여러 가지 방법으로 배열할 수 있다. 주로 세 명의 미드필더들은 서로 가깝게 움직이며 수비를 보호하고, 측면으로 이동할 때에도 함께 움직인다. 3명의 공격수들은 좌우 측면으로 넓게 플레이하며 전방으로부터 상대를 압박한다. 4-3-3이 경기 시작과 함께 쓰일 때에는 수비적으로 사용되지만, 경기 중 4-4-2로부터 변형될 때에 단순히 한명의 미드필더를 공격수로 대체하는 것이 아니므로 주의해야 한다.
3명의 미드필더를 세우는 형태의 4-3-3은 1960년대와 1970년대 이탈리아, 아르헨티나, 우루과이가 사용하였다. 이탈리아가 사용한 이 포메이션은 단순한 WM 포메이션의 변형으로, 윙어 중 한명을 리베로로 변환시킨 것이다. 아르헨티나와 우루과이 대표팀은 2-3-5 포메이션으로부터 끌어내었다. 이 포메이션을 유명하게 만든 국가대표팀은 네덜란드이다. 네덜란드는 이것으로 1974년과 1978년 월드컵에서 준우승하였다.
클럽 축구에서는 아약스가 1970년대에 최초로 사용하였고, 요한 크라위프에 의해 유러피안 컵을 세 차례 우승하였다. 조제 모리뉴감독 시절에 첼시가 사용했다. 이 당시 첼시는 수비시에 주기적인 압박을 가했고 두 명의 윙어를 자주 미드필드로 내려서 4-5-1로 전환하기도 하였다. FC 바르셀로나도 오랜 역사에 걸쳐 기본적으로 채용하고 있는 전술이다.
2006년 독일 월드컵 당시 스페인과 네덜란드가 4-3-3 포메이션을 사용했다. 3명의 공격수(주로 토레스, 비야, 라울 그리고 반 페르시, 카윗, 반 니스텔루이)들은 자리를 바꿔가며 플레이했다.

### 4-4-1-1

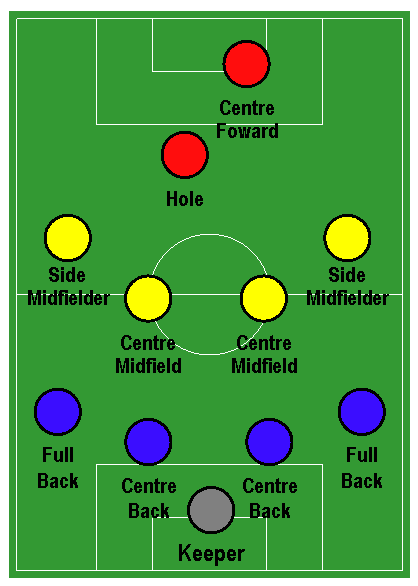
4-4-1-1 포메이션

4-4-2 포메이션의 변형 중 하나로서, 투톱 중 한 명이 다른 한 명의 약간 뒤에 서서 세컨드 스트라이커 역할을 해주게 된다. 이 세컨드 스트라이커는 일반적으로 좀 더 창조적인 선수이다.
이 포메이션을 사용한 팀
- 2006년 FIFA 월드컵 우승 팀 이탈리아 축구 국가대표팀 :
  - 팀원: 잔루이지 부폰 (이상 골키퍼) 잔루카 참브로타, 파비오 칸나바로, 마르코 마테라치, 파비오 그로소 (이상 수비수) 마우로 카모라네시, 젠나로 가투소, 안드레아 피를로, 시모네 페로타 (이상 미드필더) 프란체스코 토티; 루카 토니 (이상 공격수)
  - 감독: 마르첼로 리피
- 유로 2004 우승 팀인 그리스 축구 국가대표팀
- 핀란드 축구 국가대표팀
- 2001-02, 2002-03 시즌의 유벤투스 FC (알레산드로 델 피에로가 '트레콰르티스타' 혹은 공격형 플레이메이커로 다비드 트레제게 뒤에서 활약)가 이 전슐을 사용하여 두 해 연속 리그 우승을 하고 2003년 UEFA 챔피언스리그에서 AC 밀란에 이어 2위로 마치는 성과를 얻었다.
- 2006-07 시즌의 맨체스터 유나이티드 FC는 웨인 루니와 그 뒤에 루이 사아, 올레 군나르 솔샤르, 앨런 스미스를, 좌측에는 라이언 긱스 우측에는 크리스티아누 호날두를 두는 포메이션으로 4년 만에 프리미어리그 우승을 차지했다.
- 2006-07 시즌의 페네르바체 SK는 지쿠의 지도 아래 터키 수페르리그 우승을 차지했다.

### 4-3-2-1 (크리스마스 트리)
4-3-2-1은 4-4-2의 또 다른 변형 포메이션이며, 일반적으로는 '크리스마스 트리' 포메이션이라 불린다. 새로운 포워드는 미드필더가 빈 곳에서 플레이 하기 위해 도입되었기 때문에 최전방 스트라이커 뒤에 2명의 공격형 미드필더를 배치한다.
테리 베너블스가 처음으로 이 포메이션을 UEFA 유로 1996에서 잉글랜드 대표팀에서 사용하였다. 그 뒤에 글렌 호들이 그가 맡고 있는 잉글랜드 축구 국가대표팀에서 이 포메이션을 사용하였지만 그다지 좋은 성적을 내지는 못했다.

이 포메이션을 사용한 팀
- AC 밀란 - 2007년 챔피언스 리그 우승 :
  - 팀원 : 지다, 마시모 오도, 알레산드로 네스타, 파올로 말디니, 마레크 얀쿨로프스키, 젠나로 가투소, 안드레아 피를로, 마시모 암브로시니, 카카, 클라렌서 세이도르프, 알베르토 질라르디노 / 필리포 인차기
  - 감독 : 카를로 안첼로티
- 페네르바체 SK - 터키 쉬페르 리그 2007/2008 시즌과 UEFA 챔피언스리그 2007/2008 시즌에서 지쿠의 감독 아래 사용.

### 5-3-2

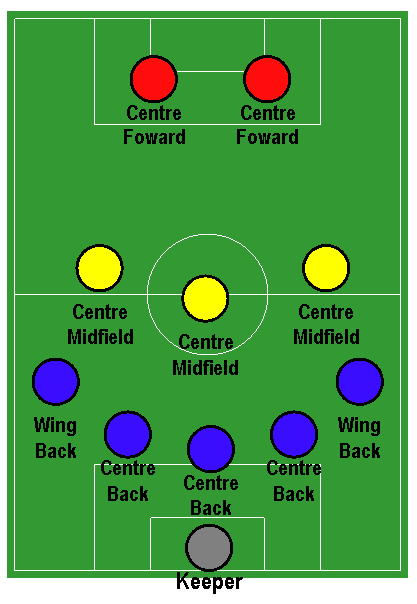
5-3-2 포메이션

이 포메이션은 세 명의 센터백을 가지며, 때로는 한 명이 스위퍼처럼 움직이기도 한다. 이 포메이션은 팀에게 공을 공급하는 윙백의 역할이 매우 중요하다. 두 명의 풀백이 윙백으로 경기장의 측면을 따라 활동하면서 수비와 공격의 양쪽을 지원한다.
이 포메이션을 사용한 팀
- 독일 축구 국가대표팀 - 1990년에서 1994년 사이에 사용하였고, 1990년 월드컵에서 우승했다.

### 5-3-2 스위퍼 또는 1-4-3-2

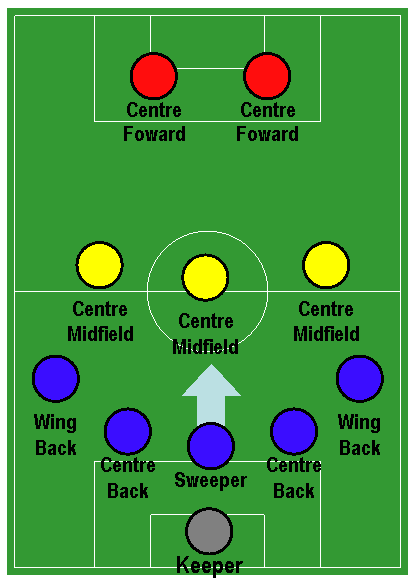
5-3-2 스위퍼 포메이션

5-3-2와는 조금 다른 포메이션으로, 풀백보다 뒤쪽에 위치한 스위퍼를 포함한다. 스위퍼는 최후방에 위치하게 되지만 미드필드까지 나아가서 활동할 수도 있다.
이 포메이션을 사용한 팀
- 레알 마드리드 CF - 2000년 UEFA 챔피언스리그 우승

### 3-4-3

3-4-3 포메이션

3-4-3 포메이션에서 미드필더들은 공격과 수비에 시간을 각각 분할해야 한다. 수비수들이 3명밖에 없기 때문에, 4-5-1이나 4-4-2같은 전통적인 4명의 수비수를 배치하는 상대팀으로부터 미드필드선이 뚫릴 경우 실점을 당할 기회가 많아지게 된다. 그러나 3명의 공격수들은 공격에 더 집중하게 되므로 공격적인 성향의 팀들이 많이 사용한다. 이 포메이션을 효과적으로 사용하기 위해서는 유능한 3명의 수비수와 페널티 박스 밖으로 나가는 것을 두려워하지 않는 골키퍼가 필수이다.
이 포메이션을 사용한 팀
- FC 바르셀로나 - 1990년대 초반 요한 크라위프 감독. (1991, 1992, 1993, 1994 라 리가 우승, 1992 챔피언스 리그 우승)
- AC 밀란 - 1990년대 후반 알베르토 자케로니(현 일본 대표팀) 감독. (1999 스쿠데토)
- AFC 아약스 - 루이스 판 할 감독, 1995 챔피언스 리그, 1994, 1995, 1996, 에레디비시 우승, 베스트 일레븐 - 에드윈 판 데르 사르, 미하얼 레이지허르, 다니 블린트, 프랑크 더 부르, 로날트 더 부르, 프랑크 레이카르트, 엣하르 다비츠, 클라렌서 세이도르프, 야리 리트마넨, 피니디 조지, 파트릭 클라위버르트)

### 3-5-2

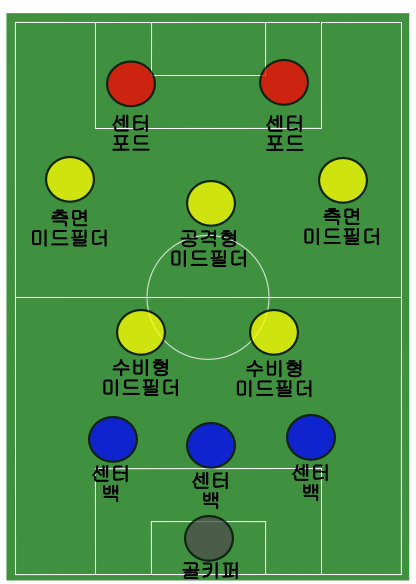
3-5-2 포메이션

이 포메이션은 5-3-2와 비교했을 때 비슷하지만 양쪽 윙백들이 좀 더 공격적이라는 것에 차이를 둔다. 이것 때문에 중앙 미드필더들은 상대팀의 속공을 방지하기 위해 조금 더 수비적으로 비중을 둔다. 초기 WW의 3-5-2 포메이션과는 다르게 미드필더들을 지그재그 형태로 두지 않는다. 3-5-2는 1986 카를로스 빌라르도 아르헨티나 축구대표팀 감독에 의해 1986년 멕시코 월드컵에서 처음으로 사용되었다. 많은 팀들이 이 포메이션을 사용할 때에 한명의 공격형 미드필더와 두 명의 수비형 미드필더를 둔다.
이 포메이션을 사용한 팀
- 아르헨티나 - 1986년 멕시코 월드컵 우승
- 브라질 - 2002년 한일 월드컵 우승
- 셀틱 FC - 마틴 오닐 감독에 의해 주로 사용되며 2003년 UEFA컵 결승 진출
- CSKA 모스크바 - 2005년 UEFA컵 우승
- 러시아
- 상파울루 FC - 2005년 피파 클럽 월드컵 우승
- DC 유나이티드 - 2004년 MLS 우승
- 이란 축구 국가대표팀 - 세 차례의 아시안 컵 우승, 프랭크 오파렐 감독에 의해 사용

### 3-6-1
보기 드문 포메이션인 3-6-1은 현대 축구에서 두드러지게 미드필더의 공 점유율에 초첨을 맞춘다. 사실 이 포메이션은 경기 중 스코어를 지켜내기 위해 쓰이기 때문에 경기 시작과 함께 사용되는 경우는 매우 드물다. 3-6-1의 변형인 3-4-2-1 이나 3-4-3 다이아몬드와 같이 양쪽에 두 명의 윙백을 사용한다. 최전방의 원톱은 득점에만 집중을 하는 것이 아니기 때문에 2선으로 빠져나오거나 동료들에게 백패스를 하여 골찬스를 만들어 내는 등 그의 전술적인 역할이 상당히 중요하다. 만약 이 전술을 사용하는 팀이 이기고 있을 때에 무엇보다 볼 컨트롤과 패스 플레이, 시간 끌기에 집중한다. 하지만 팀이 지고 있을 경우, 중앙 미드필더에 있는 최소 한명의 플레이메이커가 공격에 가담하게 된다. 거스 히딩크는 2006년 독일 월드컵에서 이 포메이션을 사용한 몇 안 되는 감독 중의 하나이다.
이 포메이션을 사용한 팀
- 대한민국 축구 국가대표팀 - 2002 한일 월드컵 4위, (이운재, 홍명보, 최진철, 김태영, 이영표, 김남일, 박지성, 이천수, 유상철, 송종국, 안정환 혹은 황선홍).
- 오스트레일리아 축구 국가대표팀 - 2006 독일 월드컵 16강 진출.
- 미국 축구 국가대표팀 - 1998 프랑스 월드컵 32위.

### 4-5-1

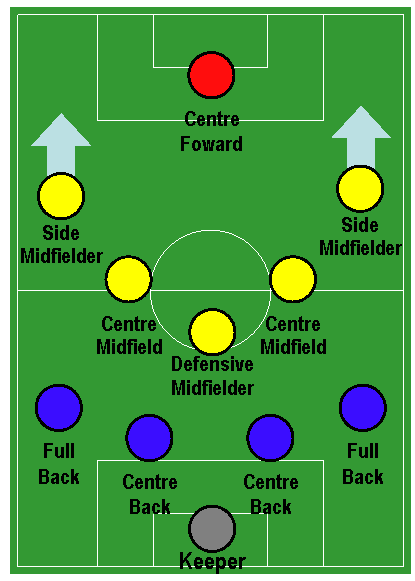
4-5-1 포메이션

4-5-1은 수비적인 포메이션이나, 두 명의 윙어가 더 공격적인 역할을 수행한다면 4-3-3과 유사한 포메이션으로 볼 수 있다. 이 포메이션은 중앙 미드필더들이 압박 수비를 통하여 상대방이 원하는 공격을 풀어나가는 것을 방지할 수 있어서, 주로 이기고 있는 상황이나 0-0으로 비겨야 할 상황에서 사용되고 있다. 중원에 많은 선수가 몰려 있기 때문에, 상대팀의 공격수는 공을 소유할 수 있는 시간이 그리 길지 않은 편이다. 그러나 공격수가 한명 뿐이기에, 중앙 미드필더들의 공격가담도 필요하다. 수비형 미드필더가 보통 경기를 조율하게 된다.
조제 모리뉴는 첼시 FC감독 시절, 약간 변형된 형태의 포메이션을 주로 사용하곤 했다. 최전방에 공격수 한명과, 공격시 최전방으로의 공 전달을 맡은 윙어 둘, 그리고 수비형 미드필더가 포백 라인의 위에 위치하고 있는 4-1-4-1 포메이션이다. 이 포메이션은 수비형 미드필더를 활용한 안정된 수비를 바탕으로 나머지 선수들이 적극적인 공격 가담을 할 수 있다는 장점을 지니고 있다. 파비오 카펠로 잉글랜드 축구 국가대표팀 감독은 그의 부임 후 첫 경기인 스위스와의 친선경기에서 4-1-4-1 포메이션을 사용하였다.
이 포메이션을 사용한 팀
- 노르웨이 축구 국가대표팀 - 1990년대 초, 중반
- 리버풀 FC - 2005년 챔피언스 리그 우승 (스티븐 제라드를 플레이메이커로 활용)
- 아스널 FC - 2005/06시즌에 종종 사용(세스크 파브레가스 혹은 알렉산더 흘렙을 플레이메이커로, 티에리 앙리를 최전방 공격수로 활용)
- 올랭피크 리옹 - 2001/02, 2002/03, 2003/04, 2004/05, 2005/06 르 샹피오나 리그 1 우승

### 4-2-3-1

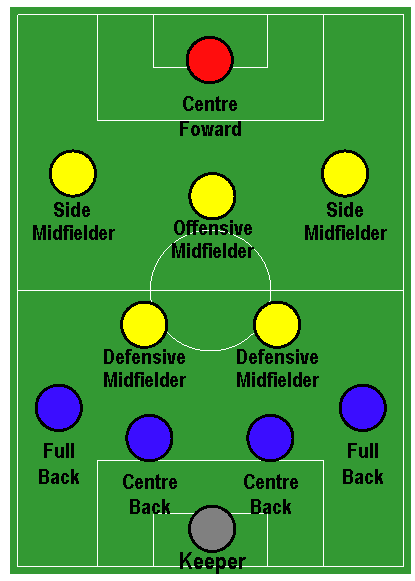
4-2-3-1 포메이션

이 포메이션은 스페인과 프랑스에서 널리 사용되고 있다. 수비적이지만 상황에 따라 윙어들과 풀백이 공격에 참여하면 공격적으로도 활용할 수 있다. 수비 시스템은  4-5-1과 매우 유사한 형태이다. 공격시에는 공의 소유권을 유지하고, 상대방의 공격은 미드필드 쪽에서부터 차단한다. 스트라이커는 키가 크고 볼키핑력이 좋은 선수여야 한다. 또한 매우 빠른 선수가 좋다. 이 경우, 상대방 수비수들은 빠르게 뒤로 물러나야 할 것이므로, 중앙에 위치한 공격형 미드필더에게 많은 공간이 생기게 된다. 따라서 플레이메이커의 능력이 빛을 발할 수 있는 포메이션이다.
이 포메이션은 최근 브라질 축구 국가대표팀에서 그들이 1950년대 후반부터 1970년대까지 주로 사용했던 4-2-4 포메이션의 대용으로 사용하고 있다. 브라질은 이 포메이션을 매우 공격적이었던 4-2-4 포메이션처럼, 공격에 기본적으로 6명이 참여하고, 수비에도 6명이 참여하는 형태의 전략으로 구사하고 있다. 전방의 4명의 공격수들은 최전방의 스트라이커, 혹은 스트라이커를 지원하는 역할을 맡게 된다.
이 포메이션을 사용한 팀
- 프랑스 축구 국가대표팀 : 2006년 FIFA 월드컵 준우승:
  - 팀원 : 파비앵 바르테즈; 윌리 사뇰, 릴리앙 튀랑, 윌리암 갈라스, 에리크 아비달; 파트리크 비에라, 클로드 마켈렐레; 프랑크 리베리, 지네딘 지단, 플로랑 말루다; 티에리 앙리,
  - 감독 : 레이몽 도메네크
- 포르투갈 : 2006년 FIFA 월드컵 4위
- 2014년 FIFA 월드컵 남아메리카 지역 예선 이후의 아르헨티나 축구 국가대표팀. 알레한드로 사베야 감독은 4-3-1-2 포메이션을 폐기 하고 선택한 것이 이 포메이션이다.
- 레알 마드리드 : 2001/02 UEFA 챔피언스 리그 우승, 2006/07 프리메라리가 우승.
- AS 로마, 세리에 A 2005/06, 2006/07, 2007/08(진행 중) 시즌 (4위, 2위, 2위)
  - 팀원 : 도니; 크리스티안 파누치(마르코 카세티), 필리프 멕세스, 크리스티안 키부 (07/08시즌에는 주앙), 막스 토네토; 다니엘레 데 로시, 다비드 피사로 (알베르토 아퀼라니), 호드리구 타데이; 시모네 페로타, 만시니; 프란체스코 토티
- 리버풀 FC : 2007/08시즌부터 사용.(페르난도 토레스를 스트라이커로, 스티븐 제라드를 공격형 미드필더로 활용)
- 맨체스터 유나이티드 : UEFA 챔피언스리그 2006-07 시즌에 사용했다. 마이클 캐릭과 폴 스콜스를 플레이메이커로 활용하였고 라이언 긱스가 스트라이커 뒤에서 활동하였다.

### 5-4-1
최전방에 공격수 한명을 두고 밀집 수비를 하는 상당히 수비적인 포메이션이다. 하지만 2명의 윙백들이 공격적이라면 이는 3-4-3 포메이션과 매우 유사한 형태가 된다.

## 같이 보기
- 축구
- 축구의 포지션